# Паола Еґону
Паола Оґечі Еґону (або Паола Егону, італ. Paola Ogechi Egonu; нар. 18 грудня 1998, Читтаделла) — італійська волейболістка, діагональна нападниця. Олімпійська чемпіонка 2024 року, чемпіонка Європи і переможниця Ліги націй. Учасниця Олімпійських ігор у Ріо-де-Жанейро і Токіо.

## Життєпис
Народжена 18 грудня 1998 року в місті Читтаделла (Італія) в родині нігерійців.
Зустрічається з польським волейболістом Міхалом Філіпом.

## Клуби
| Роки      | Команди                    |
| --------- | -------------------------- |
| 2013–2017 | «Клуб Італія» (Рим)        |
| 2017–2019 | «Ігор Горгонзола» (Новара) |
| 2019–2022 | «Імоко» (Конельяно)        |
| 2022—2023 | «Вакифбанк» (Стамбул)      |
| 2023–     | «Веро Воллей» (Монца)      |

## Досягнення
У збірній
Олімпійські ігри
- Перше місце (1): 2024

Чемпіонат світу
- Друге місце (1): 2018
- Третє місце (1): 2022

Ліга націй
- Перше місце (2): 2022, 2024

Всесвітнє гран-прі
- Друге місце (1): 2017

Чемпіонат Європи
- Перше місце (1): 2021
- Третє місце (1): 2019

У клубах
Ліга чемпіонів ЄКВ
- Перше місце (2): 2019, 2021

Клубний чемпіонат світу
- Перше місце (1): 2019
- Друге місце (1): 2021

Чемпіонат Італії
- Перше місце (2): 2021, 2022

Кубок Італії
- Перше місце (5): 2018, 2019, 2020, 2021, 2022

Суперкубок Італії
- Перше місце (4): 2017, 2019, 2020, 2021

## Статистика
Статистика на літніх Олімпійських іграх:
| Рік    | Турнір           | Ігри | Сети | Очки | Ср.  | Місце | Примітки |
| ------ | ---------------- | ---- | ---- | ---- | ---- | ----- | -------- |
| 2016   | Олімпійські ігри | 5    | 16   | 90   | 5,63 | 9     |          |
| 2021   | Олімпійські ігри | 6    | 21   | 126  | 6    | 6     |          |
| 2024   | Олімпійські ігри | 6    | 17   | 110  | 6,47 | 1     |          |
| Всього | Всього           | 17   | 54   | 326  | 6,04 |       |          |

Статистика виступів у європейських клубних турнірах:
| Сезон   | Клуб                       | Турнір         | Ігри | Сети | Очки | Ср.  | Примітки |
| ------- | -------------------------- | -------------- | ---- | ---- | ---- | ---- | -------- |
| 2017/18 | «Ігор Горгонзола» (Новара) | Ліга чемпіонів | 8    | 32   | 164  | 5,12 |          |
| 2018/19 | «Ігор Горгонзола» (Новара) | Ліга чемпіонів | 9    | 30   | 210  | 7    |          |
| 2019/20 | «Імоко» (Конельяно)        | Ліга чемпіонів | 6    | 20   | 110  | 5,5  |          |
| 2020/21 | «Імоко» (Конельяно)        | Ліга чемпіонів | 9    | 32   | 215  | 6,72 |          |
| 2021/22 | «Імоко» (Конельяно)        | Ліга чемпіонів | 5    | 17   | 139  | 8,18 |          |
| 2022/23 | «Вакифбанк» (Стамбул)      | Ліга чемпіонів | 13   | 43   | 275  | 6,4  |          |
| 2023/24 | «Веро Воллей» (Монца)      | Ліга чемпіонів | 11   | 41   | 218  | 5,32 |          |
| 2024/25 | «Веро Воллей» (Монца)      | Ліга чемпіонів | 11   | 34   | 157  | 4,62 |          |

## Галерея

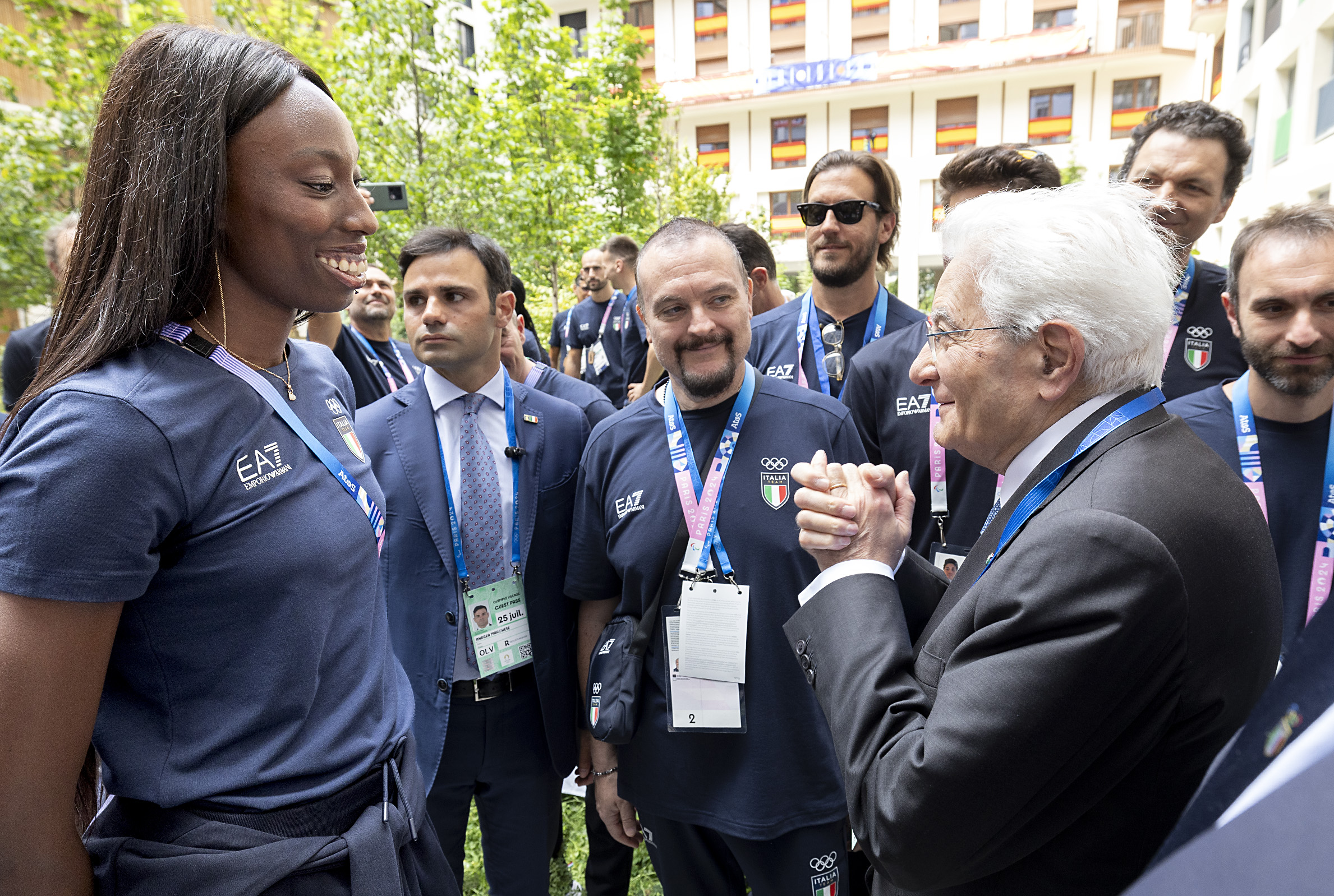
На зустрічі спортсменів з Президентом Італії Серджо Маттареллою.